# カホキア
座標: 北緯38度39分18秒 西経90度03分43秒 / 北緯38.655081度 西経90.061844度
カホキア（Cahokia）は、アメリカ合衆国イリノイ州コリンズビル（セントルイス郊外）にある、ミシシッピ文化期（A.D.700年～1600年頃）にアメリカ先住民が築いた大遺跡。12～13世紀当時の政治、宗教の中心地であり、人口は1万人に達したと考えられている。防御用と推定される柵で囲まれた遺跡の中心部分には、「中央広場」を囲んで20基ほどのマウンドがある。そのうち最大のものは広場の北側にあるモンクス＝マウンド (Monk's Mound) で、大きく2段の階段状になっており、その規模は長さ316m、幅241mの長方形で高さは30.5mである。底面積の大きさでは、エジプトのピラミッドやテオティワカンの太陽のピラミッドを上回る。遺跡の中心部を囲んで北側、東側、西側にも広場を囲むようにしてマウンドが築かれ、マウンド数は合計120基ほどである。マウンドの機能はミシシッピ文化共通の特徴でもあるが、基本的には神殿と考えられる。また、発掘調査によって墓としても使用されたことが判明している。墓は被葬者の身分によって様々なタイプがあった。副葬品には、貝殻ビーズ、バイ貝やホラ貝の容器、真珠、打ち出し細工を施した銅板などが見られる。主人に殉死した従者の遺体が見られる墓もある。1450年頃から衰退に向かうが、人口過密と伝染病が原因と考えられている。
1982年に「カホキア・マウンド州立史跡」として世界遺産に登録された。

## 世界遺産

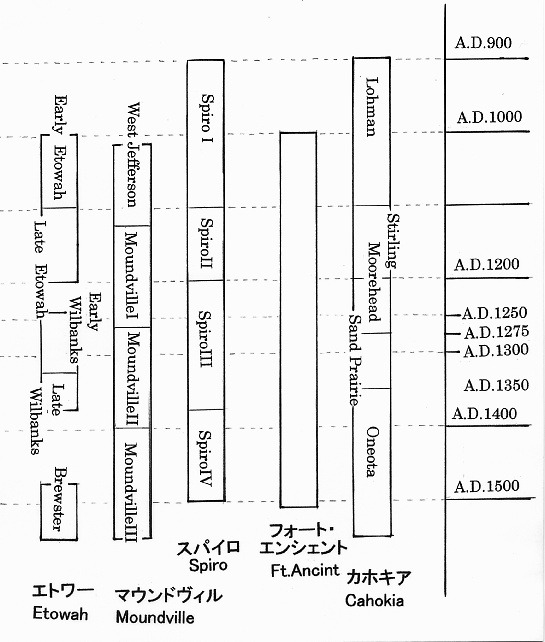

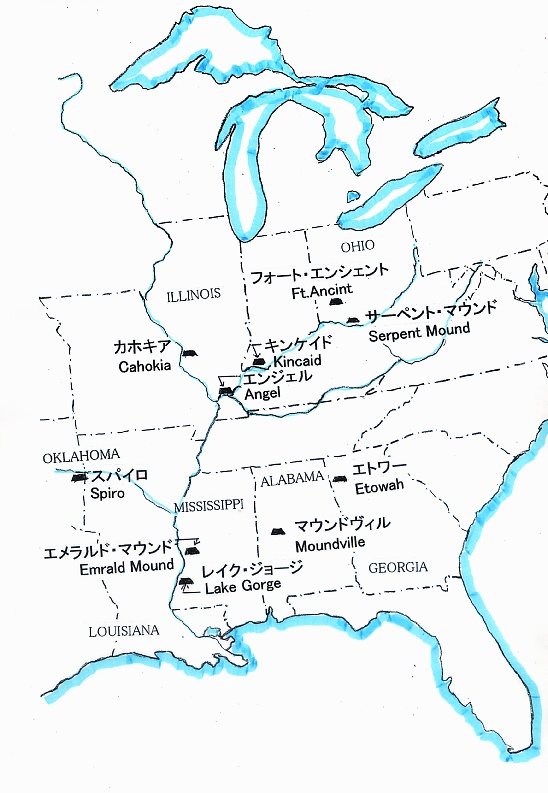

この世界遺産は世界遺産登録基準のうち、以下の条件を満たし、登録された（以下の基準は世界遺産センター公表の登録基準からの翻訳、引用である）。
- (3) 現存するまたは消滅した文化的伝統または文明の、唯一のまたは少なくとも稀な証拠。
- (4) 人類の歴史上重要な時代を例証する建築様式、建築物群、技術の集積または景観の優れた例。